# Bacalhau à Narcisa
Bacalhau à Narcisa é um prato típico da culinária de Portugal. Pode também ser chamado de bacalhau à minhota ou bacalhau à Braga. Inclui bacalhau às postas, frito; as batatas e cebolas que acompanham este prato são cortadas às rodelas finas e fritas no mesmo azeite do bacalhau, com louro e cravinhos.
Nasceu em Braga, onde era servido no restaurante de mesmo nome. Ganhou fama e com o tempo foi adotado por outros restaurantes, que tornaram esta receita numa das referências da gastronomia minhota.